# Listă de scriitori de limbă germană/T
| Vezi: Ta Te Th Ti - Tk To Tr Ts - Tu |

## Ta
- George Tabori (1914–2007)
- Erna Taege-Röhnisch, de fapt Erna Röhnisch (1909–1998)
- M. Tamfald
- Traugott Tamm (1860–1938)
- Maximilian Franz Tandler (1895–1982)
- Karl Tanera (1849–1904)
- Karl Tannen (1827–1904)
- Tannhäuser (ca. 1205– 1266)
- Bruno Tanzmann (1878–1939)
- Rudolf Tarnow (1867–1933)
- Hannelies Taschau (n. 1937)
- Max Tau (1897–1976)
- Otto von Taube (1879–1973)
- Johannes Tauler (ca. 1300–1361)
- Franz Taut (1908–?)
- Rudolf von Tavel (1866–1934)
- Sissi Tax (n. 1954)

## Te
- Hedwig Teichmann (1875–1949)
- Alev Tekinay (n. 1951)
- Uwe Tellkamp (n. 1968)
- Konrad Telman, de fapt Konrad Zitelmann (1854–1897)
- Jodokus Donatus Hubertus Temme (1798–1881)
- Eduard Tempeltey (1832–1919)
- Otto Tenne (1904–1971)
- George Tenner (n. 1939)
- Gerhard Tersteegen (1697–1769)
- Hans Tesch (1918–1980)
- Günter Teske (n. 1933)
- Gerti Tetzner (n. 1936)
- Lisa Tetzner (1894–1963)

## Th
- Wiebke von Thadden (n. 1931)
- Felix A. Theilhaber (1884–1958)
- Albert Vigoleis Thelen (1903–1989)
- Ralf Thenior (n. 1945)
- Jürgen Theobaldy (n. 1944)
- Paul Therstappen (1872–1949)
- Klaus Theweleit (n. 1942)
- Friedel Thiekötter (n. 1944)
- Gerda Thiele-Malwitz (1927)
- August Thieme (1780–1860)
- Peter Thiesen (1952)
- Frank Thiess (1890–1977)
- Ludwig Thoma (1867–1921)
- Adrienne Thomas, de fapt Adrienne Hertha Deutsch (1897–1980)
- M. Z. Thomas (n. 1915)
- Sabine Thomas (n. 1965)
- Thomasîn von Zerclaere (după 1185–1259?)
- Johann Thomasius, Johannes Thomä, (1624–1679)
- Jesse Thoor (1905–1952)
- Marina Thudichum (1906–1990)
- Moritz August von Thümmel (1738–1817)
- Johannes Thummerer (1888–1921)
- Thüring von Ringoltingen (ca. 1415–1483)
- Harry Thürk (1927–2005)
- Georg Thurmair (1909–1984)
- Hans Thyriot (1898–1949)

## Ti - Tk
- Ludwig Tieck (1773–1853)
- Sophie Tieck (1775–1833)
- Christoph August Tiedge (1752–1841)
- A. K. T. Tielo, de fapt Kurt Mickoleit (1874–1911)
- Ilse Tielsch (n. 1929)
- Andrea Tillmanns (n. 1972)
- Markus Tillmanns (n. 1975)
- Uwe Timm (n. 1940)
- Uwe Timm (anarhist) (1932)
- Johannes Tischer (1908–1963)
- Jan Tißler (n. 1973)
- Marion Titze (n. 1953)
- Wilhelm Tkaczyk (1907–1982)

## To
- Robert Tobler (n. 1937)
- Ernst Toller (1893–1939)
- Hans Tolten (1888–1943)
- Walter Toman (1920–2003)
- Stefan Tomas (n. 1943)
- Harald Tondern (n. 1941)
- Karl Töpfer (1792–1871)
- Frank Töppe (n. 1947)
- Friedrich Torberg, de fapt Friedrich Kantor-Berg (1908–1979)
- Volker von Törne (1934–1980)
- Valerian Tornius (1883–1970)
- Joseph August von Toerring-Gronsfeld zu Jettenbach (1753–1826)
- William Totok (n. 1951)
- Heinz Tovote (1864–1946)
- Kory Towska, de fapt Kory Elisabeth Rosenbaum (1868–1930)

## Tr
- Adam Trabert (1822–1914)
- Peter Trabert (n. 1963)
- Georg Trakl (1887–1914)
- Johannes Tralow (1882–1968)
- Peter von Tramin, de fapt Peter Richard Oswald Tschugguel (1932–1981)
- Wolfgang Trampe (n. 1939)
- Julius von der Traun, de fapt Alexander Julius Schindler (1818–1885)
- Albert Trautmann (1867–1920)
- Franz Trautmann (1813–1887)
- B. Traven (1890–1969)
- Arthur Trebitsch (1880–1927)
- Hans-Ulrich Treichel (n. 1952)
- Franz Treller (1839–1908)
- Kuni Tremel-Eggert (1889–1957)
- Luis Trenker (1892–1990)
- Albert von Trentini (1878–1933)
- Sylvia Treudl (n. 1959)
- Gotthilf Treuer (1632–1711)
- August Trinius (1851–1919)
- Walther Tritsch (1892–1961)
- Gustav Trockenbrodt (1869–1904)
- Walter Tröge
- Johannes Trojan (1837–1915)
- Ilija Trojanow (n. 1965)
- Thaddäus Troll, de fapt Hans Bayer (1914–1980)
- Lothar Trolle (n. 1944)
- Johann Christian Trömer (1697–1756)
- Thilo von Trotha (1909–1938)
- Wilhelm von Trotha (1872–1928)
- Magda Trott (1880–1945)
- Peter Truschner (n. 1967)

## Ts - Tu
- Adolf von Tschabuschnigg (1809–1877)
- Andreas Tscherning (1611–1659)
- Galsan Tschinag (n. 1943)
- Charles Tschopp (1899–1982)
- Fridolin Tschudi (1912-1966)
- Kurt Tucholsky (1890–1935)
- Ludwig Tügel (1889–1972)
- Augustin Tünger (1455–după 1486)
- Franz Tumler (1912–1998)
- Ludwig Turek (1898–1975)
- Adrien Turel (1890-1957)
- Kurt Türke (1920–1984)
- Peter Turrini (n. 1944)
- Karl-Heinz Tuschel (1928–2005)